# Усик Олександр Олександрович
Олекса́ндр Олекса́ндрович У́сик (нар. 17 січня 1987, Сімферополь, УРСР, СРСР) — український непереможений професійний боксер. Абсолютний чемпіон світу в першій важкій вазі (2018—2019) та двічі у важкій вазі (2024, 2025—т. ч.). Чемпіон світу в першій важкій вазі (версії WBO (2016—2019), WBC (2018—2019), IBF (2018—2019), WBA (Super) (2018—2019), пояс авторитетного журналу The Ring (2018—2019), чемпіон світу у важкій вазі (версії WBO (2021–т. ч.), IBF (2021—2024, 2025–т. ч.), WBA (Super) (2021–т. ч.), WBC (2024–т. ч.) та IBO (2021–т. ч.), пояс авторитетного журналу The Ring (2022—т.ч.), олімпійський чемпіон (2012), чемпіон світу (2011) та чемпіон Європи (2008) серед аматорів, багаторазовий чемпіон України. Переміг 7 бійців за титул чемпіона світу у першій важкій вазі. Заслужений майстер спорту України, Національна легенда України (2024).
Олександр Усик 2017 року піднявся на першу сходинку рейтингу найкращих боксерів у першій важкій вазі за версією авторитетного боксерського видання «The Ring». 21 липня 2018 року став першим українцем — абсолютним чемпіоном світу, перемігши у фіналі Всесвітньої боксерської суперсерії WBSS осетина Мурата Гассієва, який представляв Росію, і здобувши титули чемпіона світу чотирьох найавторитетніших боксерських організацій у першій важкій вазі. 25 вересня 2021 року став третім з українських боксерів чемпіоном світу з боксу у важкій вазі.
Усик має професійний контракт з українським професійним футбольним клубом «Полісся» Житомир. Раніше українець грав за цей клуб неофіційно. Контракт був затверджений на 1 рік з 2023—2024. На бій з Ф'юрі Усик вийшов в образі отамана з написом «ФК Полісся» на спині.

## Життєпис
Народився в Сімферополі, Кримська область, Українська РСР, нині Автономна республіка Крим, Україна.
Батьки родом з півночі України. Мати народилася в Чернігівській області (село Риботин Коропського району), працювала на будівництві. Батько родом із Сумщини (смт Терни, Роменського району (раніше Недригайлівського)), військовий, воював в Афганістані. З 6 до 12 років мешкав в Чернігівській області з батьками, після чого переїхали до Криму. В 9 років перехворів на двосторонню пневмонію легень, перебуваючи в лікарні зацікавився вивченням Богослову. Хоча батьки Усика були нерелігійними, у віці 10 років прийшов до православ'я під впливом бабусі.
З дитинства Олександр відвідував школу сімферопольського футбольного клубу «Таврія», але футбольна кар'єра Олександра не склалася. У 15 років почав займатися боксом.
Закінчив школу № 34 в Сімферополі (тут навчався разом зі своєю майбутньою дружиною Катериною) та Львівський університет фізичної культури (потім — аспірант цього вишу).
18 березня 2025 року захистив дисертацію в Харківському національному університеті внутрішніх справ за спеціальністю «Право», з якою здобув ступінь доктора філософії.

## Аматорська кар'єра

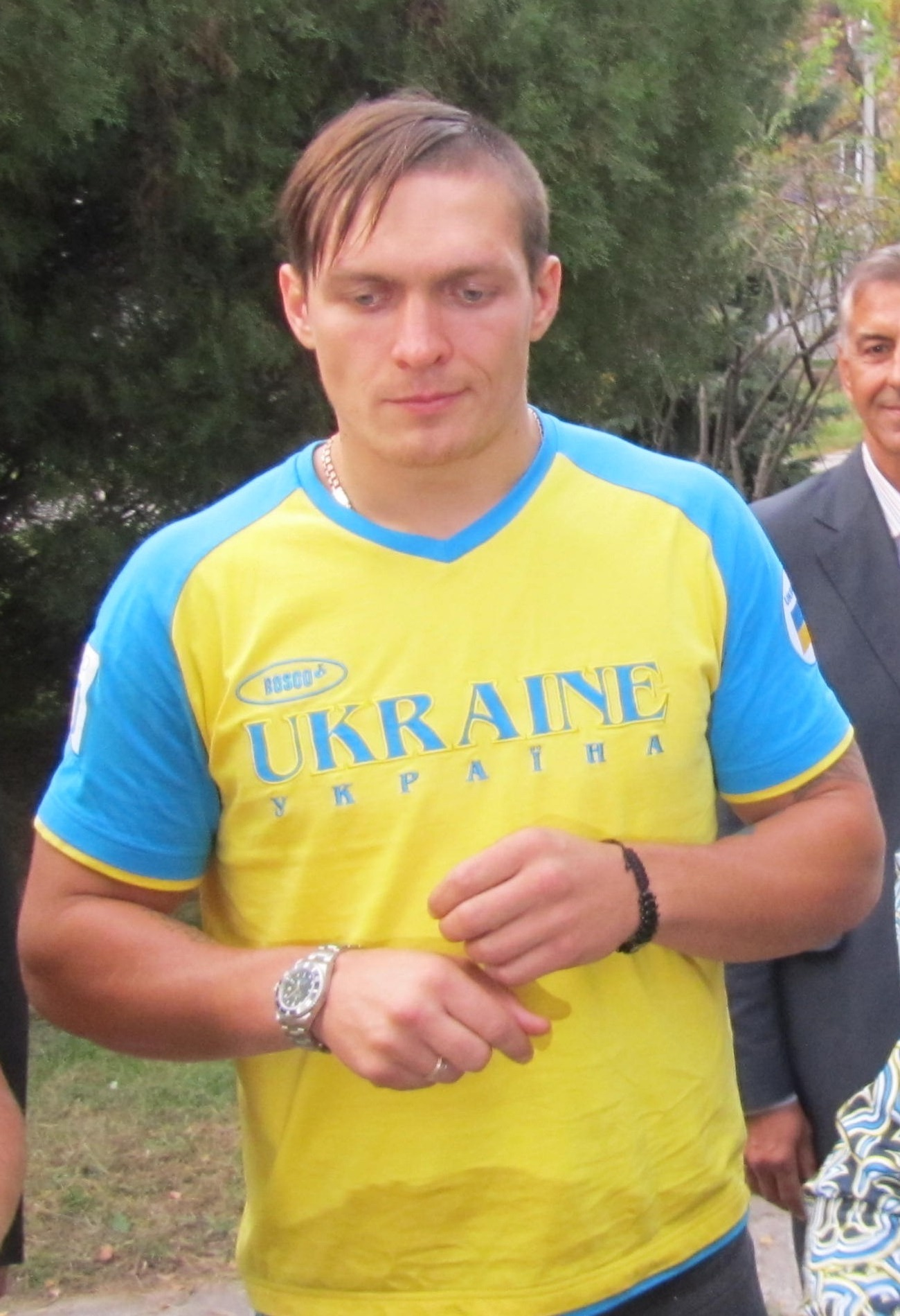
Олександр Усик, 2012 рік

У 2006 році взяв участь у чемпіонаті Європи з боксу, дійшов до півфіналу, у якому програв росіянину Матвію Коробову у ваговій категорії до 75 кг.
Потім Усик перейшов у напівважку вагову категорію і в 2008 році завоював у Болгарії Кубок Стренджа.
У лютому 2008 року був відправлений олімпійським комітетом у Розето-дельї-Абруцці, замінивши Дениса Пояцику. Там він переміг боксерів світового класу азербайджанця Ельчина Алізаде й британця Денні Прайса.
Узяв участь в Олімпійських іграх 2008 року в Пекіні. У першому турі Олександр із легкістю переміг боксера з Китаю Юйшань Ніцзяті (23:4), а в другому турі програв майбутньому срібному призеру, італійцеві Клементе Руссо (4:7). Після поразки на Олімпіаді Олександр спустився в напівважку вагу й виграв у 2008 році чемпіонат Європи, потім знову перейшов у важку вагову категорію. Узяв срібну медаль на першості Кубка Світу 2008 року. У 2009 році взяв участь у чемпіонаті світу з боксу. Завоював на ньому бронзову медаль, поступившись у півфіналі росіянину Єгору Мехонцеву.
У 2011 році на чемпіонаті світу переміг росіянина Артура Бетербієва й у фіналі боксера з Азербайджану Теймура Мамедова, завоювавши золоту медаль.

### Олімпійські ігри 2012
На Олімпійських іграх у Лондоні Олександр, який на той час уже став капітаном боксерської збірної України, був головним фаворитом. Золоту медаль виборов 11 серпня 2012 року, здобувши перемогу у фіналі над італійським боксером Клементе Руссо. Глядачам запам'ятався тим, що виходив на ринг в образі козака, а після фінального поєдинку танцював гопак.

##### Результати поєдинків
| Етап       | Суперник            | Рахунок | Відео |
| ---------- | ------------------- | ------- | ----- |
| 1/8 фіналу | Пройшов автоматично | —       | —     |
| 1/4 фіналу | Артур Бетербієв     | 17:13   |       |
| 1/2 фіналу | Тервел Пулев        | 21:5    |       |
| фінал      | Клементе Руссо      | 14:11   |       |

### Світова серія боксу
Олександр Усик завоював усі можливі титули любительського боксу й у жовтні 2012 року офіційно заявив про завершення аматорської кар'єри та перехід у напівпрофесіональну лігу WSB, міжнародну боксерську асоціацію під егідою AIBA. Протягом сезону 2012—2013 рр. виступав за команду «Українські отамани». Загалом здобув шість перемог (з них дві достроково) та жодного разу не програв, таким чином посів перше місце в індивідуальному рейтингу боксерів WSB у важкій вазі.

##### Результати поєдинків WSB
| Результат | Команда                 | Суперник              | Спосіб   | Дата            | Місце  | Примітки    | Відео |
| --------- | ----------------------- | --------------------- | -------- | --------------- | ------ | ----------- | ----- |
| Перемога  | «British Lionhearts»    | Джуніор Фа            | WP (3:0) | 11 січня 2013   | Київ   |             |       |
| Перемога  | «German Eagles»         | Ерік Бречлін          | TKO      | 1 лютого 2013   | Київ   |             |       |
| Перемога  | «British Lionhearts»    | Джозеф Джойс          | WP (3:0) | 1 березня 2013  | Лондон |             |       |
| Перемога  | «Azerbaijan Baku Fires» | Магомедрасул Маджидов | WP (3:0) | 22 березня 2013 | Київ   | Чвертьфінал |       |
| Перемога  | «D&G Italia Thunder»    | Маттео Модуньо        | TKO      | 13 квітня 2013  | Мілан  | Півфінал    |       |
| Перемога  | «Astana Arlans»         | Міхай Ністор          | WP (3:0) | 10 травня 2013  | Астана | Фінал       |       |

## Професійна кар'єра
25 вересня 2013 року Олександр Усик підписав контракт із промоутерською компанією «K2 Promotions» і вже 9 листопада провів свій перший бій на професіональному ринзі у першій важкій вазі (вагова категорія «до 91 кг»). Тренером Олександра став американець Джеймс Алі Башир, який працював у команді Володимира Кличка.
За словами промоутера Олександра Красюка, метою Усика було побити рекорд легендарного Евандера Холіфілда, який став чемпіоном світу в першій важкій вазі у своєму 12-му поєдинку на професіональному ринзі.
9 листопада 2013 року відбувся дебютний поєдинок Усика, у якому він нокаутував чотириразового чемпіона Мексики Феліпе Ромеро. У 1-му раунді Усик упевнено пару разів перевірив суперника, добре влучивши йому в голову. 2-й раунд знову пройшов за переваги українського боксера. У 5-му раунді все закінчилося — після чіткого удару зліва в щелепу тренер мексиканця викинув рушник.
14 грудня 2013 року Усик провів поєдинок із колумбійцем Епіфаніо Мендозою. До цього поєдинку на рахунку Мендози було 34 перемоги й одна нічия в 50 поєдинках (у тому числі 30 — нокаутом). Утім, досвід Мендози не допоміг йому вистояти в бою з Олександром Усиком. Український боксер у другій і третій трихвилинці відправляв Мендозу в нокдаун. А в 4-му раунді після серії успішних ударів Усика рефері бою зупинив поєдинок.
Третій бій Олександр провів 26 квітня 2014 року за межами України у Німеччині в андеркарті бою Володимира Кличка з Алексом Леапаї, Усик нокаутував у 3-му раунді німця ганського походження Бена Нсафоа. Суперник Олександра Усика протримався всього два повних раунди. У 3-му раунді Олександр Усик спочатку відправив опонента в нокдаун, а потім точним ударом у щелепу вклав Бена на настил.
У четвертому бою, який пройшов в Одесі 31 травня 2014 року, Олександр нокаутував дворазового чемпіона Аргентини Сезара Девіда Кренса. У 3-му раунді Усик відправив Кренса в нокдаун. Поєдинок завершився в 4-му раунді перемогою українського боксера.

### Завоювання й захистWBO Inter-Continental
4 жовтня 2014 року Олександр провів свій перший титульний бій на арені Львів за вакантний пояс інтерконтинентального чемпіона WBO, у якому переміг південноафриканця Деніела Брюера важким нокаутом у 7-му раунді. Бій відвідали понад 35 тисяч глядачів.
13 грудня 2014 року Усик вийшов на ринг із найсильнішим суперником у своїй кар'єрі до цього моменту — південноафриканцем Дені Вентером. Дені чинив гідний опір і навіть виграв кілька раундів у першій половині бою. З 5-го раунду Усик почав вицілювати Вентера і переконливо брав кінцівки в кожному з подальших раундів. Дені успішно відновлювався за перерву, і так тривало до 9-го раунду, у якому Усик багатоударною комбінацією відправив Вентера в нокаут.

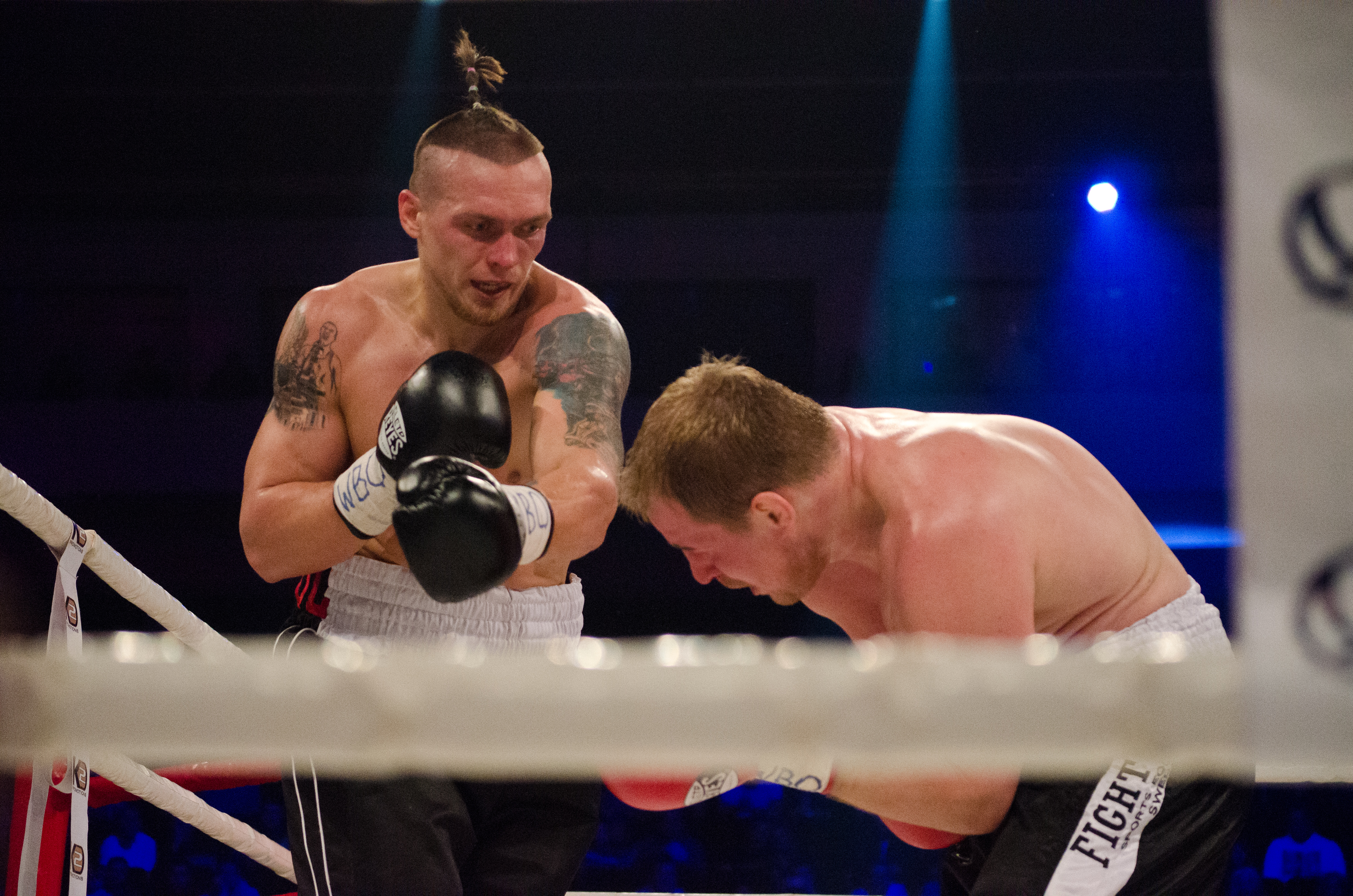
Бій з Андрієм Князєвим зібрав аудиторію у 3,6 млн телеглядачів

Аби стати офіційним претендентом на бій за титул чемпіона світу за версією WBO, Олександру потрібно було перемагати боксерів із топрейтингу цієї організації. Вибір промоутерів припав на росіянина Андрія Князева, який займав 15-ту позицію у рейтингу WBO та був володарем поясу WBO Oriental.
Бій відбувся 18 квітня 2015 року в Палаці спорту. Упродовж усього поєдинку Усик домінував у рингу, завдаючи точних ударів та не зустрічаючи серйозного опору. Уже в 3-му раунді у росіянина пішла носом кров, а в 6-му він зазнав незначного розсічення під оком. У 8-му раунді після тривалої серії ударів рефері зупинив бій. Таким чином Олександр Усик здобув сьому дострокову перемогу. Бій Усика з Князєвим став найрейтинговішою спортивною подією в Україні від початку року — його аудиторія склала 3,6 млн телеглядачів.
У липні оголосили про бій Усика з південноафриканцем Джонні Мюллером, який того ж місяця займав 15-ту позицію в рейтингу WBO. 29 серпня Олександр здобув упевнену перемогу над Мюллером, утретє захистивши пояс інтерконтинентального чемпіона WBO.
У вересні 2015 року Олександр Усик піднявся на першу сходинку рейтингу WBO серед боксерів першої важкої ваги.
На XXVIII конгресі всесвітньої боксерської організації (WBO), що проходив у жовтні 2015 року в Орландо, Олександрові Усику надано звання Інтерконтинентального боксера року.
У листопаді 2015 року оголошено, що наступний захист титулу інтерконтинентального чемпіона Олександр проведе проти кубинця Педро Родрігеса, на рахунку якого 22 перемоги (19 нокаутом) й одна поразка. 12 грудня 2015 року Усик нокаутував кубинця в 7-му раунді.
30 березня 2016 року стало відомо, що на одному зі спарингів під час підготовки до бою проти британця Стівена Сіммонса Олександр отримав травму ноги. Бій, запланований на 23 квітня 2016 року, було скасовано.

### Чемпіон світу за версією WBO

#### Усик vs. Гловацький
17 вересня 2016 року в Гданську Олександр Усик провів свій десятий бій на професійному ринзі за титул чемпіона світу за версією WBO проти чинного на той момент чемпіона в першій важкій вазі поляка Кшиштофа Гловацького. Велику частину бою Гловацький ішов вперед, намагаючись чинити тиск на претендента. Усик працював на контратаках і намагався не вплутуватися в «рубку». Поляк збільшував темп бою від раунду до раунду, але зловити й замкнути суперника біля канатів не виходило. Український спортсмен добре зустрічав опонента джебом, а від атак чемпіона відходив на ногах. У цілому, Усик був помітно швидшим і точнішим. Поєдинок тривав усі 12 раундів. Судді одноголосно віддали перемогу Олександру. Офіційний рахунок: 119—109 і 117—111 (двічі). Усик побив рекорд американця Евандера Холіфілда, ставши чемпіоном світу в першій важкій вазі в 10-му поєдинку на професіональному ринзі (Холіфілд став чемпіоном у 1986-му році в своєму 12-му поєдинку).

#### Усик vs. Мчуну
17 грудня 2016 року в американському Інглвуді (штат Каліфорнія) відбувся бій за титул чемпіона світу в першій важкій вазі за версією WBO проти 28-річного південноафриканського боксера Табісо Мчуну. Бій відбувся в андеркарті поєдинку Бернард Гопкінс — Джо Сміт-молодший. У 9-му раунді Олександр Усик нокаутував претендента та захистив свій титул чемпіона світу за версією WBO у важкій вазі (до 90,7 кг). Перед боєм Усик говорив про своє бажання битися з іншими чемпіонами в першій важкій вазі, а також про поєдинок у важкій вазі з Ентоні Джошуа.

#### Усик vs. Хантер
K2 Promotions заявили, що Усик повернеться на ринг у квітні 2017 року. Бій спочатку був запланований в андеркарті поєдинку HBO PPV Геннадій Головкін — Даніель Джейкобс у березні на Медісон-сквер-гарден, але оскільки Роман Гонсалес і Карлос Куадрас опублікували окремі бої й не стали битися один з одним, Олександра зняли з вечора боксу Головкін vs. Джейкобс. 12 лютого 2017 Усик оголосив, що його більше не тренуватиме Джеймс Алі Башир, а змінить його Анатолій Ломаченко (батько й тренер Василя Ломаченка). Пізніше Боб Арум анонсував, що наступний захист титулу WBO Усик проведе з американцем Майклом Хантером, який відбудеться 8 квітня 2017 в MGM National Harbor, Оксон Хілл Меріленд. Крім Усика, у ринг вийдуть чемпіон світу за версією WBO в напівлегкій вазі Василь Ломаченко та Олександр Гвоздик, який володіє поясом NABF в напівважкій вазі.

### World Boxing Super Series
На 26 серпня 2017 року в Одесі був запланований третій захист титулу Олександра Усика, але невдовзі з'явилася інформація про заснування турніру в першій важкій вазі — World Boxing Super Series (укр. Всесвітня боксерська суперсерія). Команда Усика віддала перевагу цьому турніру. Заявки на участь у ньому, окрім Усика, подали ще два дійсні чемпіони світу (Мурат Гассієв, Майріс Брієдіс) та інші топбоксери дивізіону.

#### Усик vs. Хук
9 вересня 2017 року в Берліні відбувся чвертьфінальний поєдинок турніру World Boxing Super Series, у якому Олександр Усик зустрівся з ексчемпіоном світу, німцем боснійського походження Марко Хуком.
З перших раундів Олександр Усик контролював хід бою, регулярно атакуючи Марко Хука двійками, але той показав хорошу стійкість і тримав усі пропущені удари, небезпечно контратакуючи. І все ж Усик був набагато швидшим і технічнішим, виграючи раунд за раундом. Хуку нічого не залишалося, крім як брудно боксувати, але Усик був готовий до цього. Рефері неодноразово робив попередження Хуку, один раз знявши з нього очко за удар по потилиці, коли Усик послизнувся у 8-му раунді. В останніх раундах перевага Олександра була незаперечною, і все закінчилося в 10-му раунді, коли після тривалої атаки Усика, під час якої Хук стояв біля канатів і приймав удари, бій зупинив рефері. Підсумок — перемога Олександра Усика технічним нокаутом у 10-му раунді. Таким чином, Олександр Усик зберіг свій пояс чемпіона світу за версією WBO й вийшов до півфіналу Всесвітньої боксерської суперсерії.

#### Усик vs. Брієдіс
У півфіналі WBSS Усик (WBO) зустрівся з латвійцем Майрісом Брієдісом (WBC; 23-0, 18 KO) в об'єднувальному поєдинку. За розкладом турніру поєдинок відбувся 27 січня 2018 р. в Ризі. Перемогу за очками здобув Усик.

#### Усик vs. Гассієв

Усик проти Гассієва на Олімпійському стадіоні в Москві, Росія

У фіналі WBSS Усик зустрівся з осетином Муратом Гассієвим (IBF і WBA; 26-0, 19 KO) в об'єднувальному поєдинку. Спочатку фінальний поєдинок турніру повинен був пройти в Джидді (Саудівська Аравія) 11 травня 2018 року, і повинен був сприяти розвитку боксу в Саудівській Аравії. У середині квітня 2018 року Олександр Усик заявив про те, що під час тренування він отримав травму ліктя, і через це не зможе провести бій 11 травня. Потім стало відомо, що Саудівська Аравія не готова прийняти поєдинок. Право на проведення матчу отримала Росія. За розкладом турніру поєдинок відбувся 21 липня 2018 р. в Москві.
Завоювавши пояси за чотирма основними версіями WBC, WBA, WBO і IBF, Усик став четвертим абсолютним чемпіоном з чотирма титулами після Бернарда Гопкінса, Джермейна Тейлора і Теренса Кроуфорда.
За словами Усика, максимум, що було на кону, це 2 млн дол., з яких потім вираховують кошти на підготовку, податки та ін.

### Захист поясів проти Тоні Белью
Після перемоги над Муратом Гассієвим в об'єднувальному поєдинку в першій важкій вазі в липні 2018 року Олександр Усик кинув виклик британцю Тоні Белью. Той прийняв виклик заради можливості відібрати всі чемпіонські пояси українця, повернувшись знову у першу важку вагову категорію. Бій відбувся 10 листопада 2018 року на батьківщині британця в Манчестері. Перед поєдинком фахівці сходилися в тому, що перемогти за очками у Белью немає шансів, тому він намагатиметься завершити поєдинок достроково. Однак після семи раундів за суддівськими записами британець перемагав українця за очками, але у 8-му Олександр Усик відправив Белью в нокаут. Після завершення поєдинку Тоні Белью оголосив про завершення професіональної боксерської кар'єри.

### Перехід у важку вагу
Після бою з Белью Усик вирішив змінити вагову категорію. На 25 травня 2019 року був запланований дебют Олександра у Чикаго в бою проти камерунця Карлоса Такама, але через травму Усика в ході підготовки бій був скасований. Перший бій українця у важкій вазі перенесли на 12 жовтня, а суперником Усика все одно мав стати Такам. Але у серпні камерунець змінив промоутера й заодно свої плани, відмовившись від бою з Усиком.
Новим суперником Усика у важкій вазі мав стати уродженець Суринаму Тайрон Спонг. Але голландець за кілька днів до поєдинку провалив допінг-тест. Тож у ринг 12 жовтня 2019 року на бій проти Олександра Усика вийшов у передостанній день підібраний американський ветеран рингу Чазз Візерспун, з яким Усик трохи погрався, як кіт із мишею, а після 7-го раунду команда Візерспуна відмовилася від продовження бою.

#### Усик vs. Чісора
31 жовтня 2020 року Олександр Усик провів поєдинок проти інтерконтинентального чемпіона за версією WBO британця Дерека Чісори. Олександр показав чудовий рух і відмінні дії у контратаках проти агресивного супротивника, який переважав за габаритами. Бій завершився перемогою українця одностайним рішенням суддів.

#### Усик vs. Джошуа
25 вересня 2021 року в Лондоні на стадіоні футбольного клубу «Тоттенгем» відбувся професійний боксерський поєдинок з чемпіоном WBA (Супер), IBF, WBO та IBO у важкій вазі Ентоні Джошуа. Усик переміг в бою одноголосним рішенням суддів, і тим самим здобув чотири пояси WBA (Супер), IBF, WBO та IBO.
Одним з суддів був кропивничанин Фесечко Віктор Миколайович. Двоє інших — британець Говард Фостер та американець Стів Вайсфельд.
Усик за очками переміг Джошуа і став новим чемпіоном світу з боксу у важкій вазі.

#### Усик vs. Джошуа II
За умовами контракту Джошуа мав право на негайний без проміжних боїв реванш з Усиком. Спочатку датою реваншу називали кінець квітня 2022 року. Але після російського вторгнення в Україну у лютому Олександр вступив до територіальної оборони і питання реваншу стало невизначеним. Все ж у березні Усик повідомив, що вирішив виїхати з України і розпочати підготовку до бою. Датою поєдинку планувався кінець червня, потім — середина липня, але остаточно вирішено провести бій 20 серпня 2022 року в Джидді, Саудівська Аравія.
За кілька днів до бою стало відомо, що крім титулів WBA (Super), WBO, IBF та IBO, якими володів Усик, на кону поєдинку Усик — Джошуа буде також чемпіонський пояс авторитетного журналу The Ring.
Поєдинок вийшов дуже напруженим, суперники обмінювалися серіями ударів. У дев'ятому раунді Джошуа вдалося потрясти Усика, та все ж українець встояв, а в заключних раундах переломив бій на свою користь. Розділеним рішенням суддів перемогу з рахунком 115—113, 113—115, 116—112 на користь Олександра, який протягом кількох тижнів гучно святкував свою перемогу..

#### Усик vs. Дюбуа
Після перемоги над Ентоні Джошуа, Олександр вирішив зустрітися з обов'язковим претендентом за версією WBA Денієлем Дюбуа. 6 липня оголосили бій, він завершився достроково у 9 раунді. У 5 раунді Дюбуа завдав удару нижче поясу. Незважаючи на апеляції Френка Воррена, результат поєдинку залишився незмінним.

#### Усик vs. Ф'юрі
18 травня 2024 року в Ер-Ріяді (Саудівська Аравія) відбувся поєдинок між чемпіоном світу у важкій вазі за версією WBC Тайсоном Ф'юрі та володарем титулів WBA (Super), WBO, IBF, IBO і The Ring у важкій вазі українцем Олександром Усиком. Переможець поєдинку мав стати першим абсолютним чемпіоном у важкій вазі з часів Леннокса Льюїса. Наприкінці дев'ятого раунду Усик завдав Тайсону серії потужних ударів. Рефері відрахував британцю нокдаун. За результатом дванадцятираундового поєдинку розділеним рішенням суддів Ф'юрі зазнав першої поразки на професійному ринзі, а Усик став першим абсолютним чемпіоном світу у важкому дивізіоні в XXI столітті. Водночас звання чемпіона за версією Міжнародної боксерської федерації (IBF) мало діяти лише до 1 червня 2024 року у зв'язку з простроченням терміну на обов'язковий захист їх титулу. У травні 2024 року Усик звернувся до IBF щодо виключення з правил про обов'язковий захист титулу заради реваншу з Ф'юрі, однак, не дочекавшись відповіді, 25 червня 2024 року оголосив про відмову від титулу.

#### Усик vs. Ф'юрі поєдинок-реванш
21 грудня 2024 року відбувся поєдинок-реванш у важкій вазі між чемпіоном світу Олександром Усиком та британцем Тайсоном Ф'юрі, який завершився перемогою Олександра Усика одноголосним рішенням суддів із рахунком 116:112. Олександр Усик захистив звання чемпіона світу за версіями WBC, WBA Super, WBO, IBO.

#### Усик vs. Дюбуа поєдинок-реванш
Наступним поєдинком для Олександра Усика може стати реванш з Данієлем Дюбуа.
«Зараз я хочу просто відпочити. Я не думаю про Дюбуа. Однак, якщо Туркі Аль-Шейх організує мені цей бій, то так — я готовий», — сказав Усик.
27 квітня 2025 року, було офіційно оголошено про проведення реваншу між боксерами 19 липня 2025 року в Лондоні. Це був бій за звання абсолютного чемпіона світу у важкій вазі, який Усик виграв у 5 раунді з 12-ти можливих. Відтепер Олександр Усик офіційно тричі абсолютний чемпіон світу.

### На чолі рейтингу «Pound for pound»
Після поразки у травні 2022 року мексиканця Сауля Альвареса від росіянина Дмитра Бівола Олександр Усик очолив рейтинг найкращих боксерів світу незалежно від вагової категорії журналу «Ринг», але менше ніж за місяць поступився першою сходинкою японцю Наоя Іноуе, який 7 червня 2022 року здобув перемогу над філіппінцем Ноніто Донером. Слід зазначити, що Усик став першим важковаговиком-лідером рейтингу P4P від The Ring після Майка Тайсона за більш ніж 30 років.
Після перемоги у реванші над Ентоні Джошуа Усик знов очолив рейтинг «Pound for pound».
Після перемоги над Ф'юрі Усик очолив рейтинг P4P втретє, знов посунувши з першого рядка Наою Іноуе.

## Статистика професійних поєдинків
| 24 Перемоги (14 нокаутом, 9 за рішення суддів), 0 Поразок (0 нокаутом, 0 за рішення суддів) |        |                    |         |                |        |               |                   |                                           | |
| Результат                                                                                   | Рекорд | Суперник           | П-П-Н   | Останні 6 боїв | Спосіб | Раунд, час    | Дата              | Місце проведення                          | Примітки |
| Перемога                                                                                    | 24-0   | Даніель Дюбуа (2)  | 22-2    |                | KO     | 5 (12), 1:52  | 19 липня 2025     | Вемблі, Лондон                            | Захистив титули чемпіона світу за версією WBA (Super), WBO, IBO (5-й захист), The Ring (4-й захист) та WBC (2-й захист) у важкій вазі. Виграв титул чемпіона світу за версією IBF (2-й захист Дюбуа) у важкій вазі, а також здобув статус абсолютного чемпіона світу у важкій вазі.                                                        |
| Перемога                                                                                    | 23-0   | Тайсон Ф'юрі (2)   | 34-1-1  |                | UD     | 12            | 21 грудня 2024    | Kingdom Arena, Ер-Ріяд                    | Захистив титули чемпіона WBA (Super), WBO, IBO (4-й захист), The Ring (3-й захист) та WBC (1-й захист) у важкій вазі. Рахунок суддів: 116—112 (тричі). |
| Перемога                                                                                    | 22-0   | Тайсон Ф'юрі       | 34-0-1  |                | SD     | 12            | 18 травня 2024    | Kingdom Arena, Ер-Ріяд                    | Захистив титули чемпіона WBA (Super), IBF, WBO, IBO (3-й захист) та The Ring у важкій вазі (2-й захист). Виграв титул чемпіона WBC (4-й захист Ф'юрі) у важкій вазі, а також здобув статус абсолютного чемпіона світу у важкій вазі. Ф'юрі в 9-му раунді в нокдауні. Рахунок суддів: 114—113, 113—114; 115—112.                            |
| Перемога                                                                                    | 21-0   | Даніель Дюбуа      | 19-1    |                | KO     | 9 (12), 1:48  | 26 серпня 2023    | Міський стадіон, Вроцлав                  | Захистив титули чемпіона WBA (Super), IBF, WBO, IBO (2-й захист) та The Ring у важкій вазі (2-й захист). Дюбуа у 8-му і 9-му раундах в нокдауні. |
| Перемога                                                                                    | 20-0   | Ентоні Джошуа (2)  | 24-2    |                | SD     | 12            | 20 серпня 2022    | King Abdullah Sports City, Джидда         | Захистив титули чемпіона WBA (Super), IBF, WBO та IBO у важкій вазі (1-й захист). Виграв вакантний титул чемпіона The Ring у важкій вазі. Рахунок суддів: 116—112; 115—113; 113—115. |
| Перемога                                                                                    | 19-0   | Ентоні Джошуа      | 24-1    |                | UD     | 12            | 25 вересня 2021   | Тоттенгем Готспур, Лондон                 | Виграв титули чемпіона WBA (Super), IBF, WBO та IBO у важкій вазі (2-й захист Джошуа). Рахунок суддів: 117—112; 116—112; 115—113. |
| Перемога                                                                                    | 18-0   | Дерек Чісора       | 32-9    |                | UD     | 12            | 31 жовтня 2020    | Вемблі Арена, Лондон                      | Виграв титул чемпіона WBO Inter-Continental у важкій вазі (1-й захист Чісори). Рахунок суддів: 117—112; 115—113 (двічі). |
| Перемога                                                                                    | 17-0   | Чазз Візерспун     | 38-3    |                | RTD    | 7 (12), 3:00  | 12 жовтня 2019    | Wintrust Arena, Чикаго, Іллінойс          | Здобув статус обов'язкового претендента на титул чемпіона світу за версією WBO у важкій вазі. Дебют у важкій вазі. |
| Перемога                                                                                    | 16-0   | Тоні Белью         | 30-2-1  |                | KO     | 8 (12), 2:00  | 10 листопада 2018 | Манчестер Арена, Манчестер                | Захистив титули чемпіона WBA (Super) (1-й захист), WBC (2-й захист), WBO (6-й захист), IBF (1-й захист) та The Ring (1-й захист) у першій важкій вазі. |
| Перемога                                                                                    | 15-0   | Мурат Гассієв      | 26-0    |                | UD     | 12            | 21 липня 2018     | Олімпійський, Москва                      | Захистив титули чемпіона WBO (5-й захист) та WBC (1-й захист) у першій важкій вазі. Виграв титули чемпіона IBF (3-й захист Гассієва), WBA (Super) (1-й захист Гассієва) та вакантний титул чемпіона The Ring, а також здобув статус абсолютного чемпіона світу у першій важкій вазі. WBSS: Фінал Рахунок суддів: 120—108; 119—109 (двічі). |
| Перемога                                                                                    | 14-0   | Майріс Брієдіс     | 23-0    |                | MD     | 12            | 27 січня 2018     | Arena Riga, Рига                          | Захистив титул чемпіона світу за версією WBO у першій важкій вазі (4-й захист). Виграв титул чемпіона світу за версією WBC у першій важкій вазі (2-й захист Брієдіса); WBSS: півфінал. Рахунок суддів: 114—114; 115—113 (двічі). |
| Перемога                                                                                    | 13-0   | Марко Хук          | 40-4-1  |                | TKO    | 10 (12), 2:18 | 9 вересня 2017    | Палац спорту ім. Шмелінга, Берлін         | Захистив титул чемпіона світу за версією WBO у першій важкій вазі (3-й захист); WBSS: чвертьфінал. |
| Перемога                                                                                    | 12-0   | Майкл Гантер       | 12-0    |                | UD     | 12            | 8 квітня 2017     | MGM National Harbor, Оксон-Хілл, Меріленд | Захистив титул чемпіона світу за версією WBO у першій важкій вазі (2-й захист). Хантер в 12-му раунді в нокдауні. Рахунок суддів: 117—110 (тричі). |
| Перемога                                                                                    | 11-0   | Табісо Мчуну       | 17-2    |                | TKO    | 9 (12), 1:53  | 17 грудня 2016    | Інглвуд, Каліфорнія                       | Захистив титул чемпіона світу за версією WBO у першій важкій вазі (1-й захист). Мчуну в нокдауні в 6-му раунді та двічі в ноудані в 9-му раунді. |
| Перемога                                                                                    | 10-0   | Кшиштоф Гловацький | 26-0    |                | UD     | 12            | 17 вересня 2016   | Ergo Arena, Гданськ                       | Виграв титул чемпіона світу за версією WBO у першій важкій вазі (2-й захист Гловацького). Раухнок суддів: 119—109; 117-11 (двічі). |
| Перемога                                                                                    | 9-0    | Педро Родрігес     | 22-1    |                | TKO    | 7 (12), 0:48  | 12 грудня 2015    | Палац спорту, Київ                        | Захистив титул чемпіона WBO Inter-Continental в першій важкій вазі (4-й захист). Родрігес в 6-му раунді в нокдауні. |
| Перемога                                                                                    | 8-0    | Джонні Мюллер      | 19-4-2  |                | ТКО    | 3 (12), 2:59  | 29 серпня 2015    | Палац спорту, Київ                        | Захистив титул чемпіона WBO Inter-Continental в першій важкій вазі (3-й захист). |
| Перемога                                                                                    | 7-0    | Андрій Князев      | 11-1    |                | ТКО    | 8 (10), 2:24  | 18 квітня 2015    | Палац спорту, Київ                        | Захистив титул чемпіона WBO Inter-Continental в першій важкій вазі (2-й захист). |
| Перемога                                                                                    | 6-0    | Дені Вентер        | 19-6    |                | ТКО    | 9 (10), 2:29  | 13 грудня 2014    | Палац спорту, Київ                        | Захистив титул чемпіона WBO Inter-Continental в першій важкій вазі (1-й захист). |
| Перемога                                                                                    | 5-0    | Деніел Брюер       | 24-5-1  |                | ТКО    | 7 (10), 2:55  | 4 жовтня 2014     | Арена Львів, Львів                        | Виграв вакантний титул чемпіона WBO Inter-Continental в першій важкій вазі. |
| Перемога                                                                                    | 4-0    | Сезар Давид Кренс  | 21-8    |                | KO     | 4 (8), 2:19   | 31 травня 2014    | Палац спорту, Одеса                       | Сезару Давіду Кренсу був відрахований арбітром нокдаун у 6-му раунді. |
| Перемога                                                                                    | 3-0    | Бен Нсафоа         | 15-9-2  |                | KO     | 3 (6), 1:43   | 26 квітня 2014    | König Pilsener Arena, Оберхаузен          | Перший професійний бій закордоном, в андеркарді поєдинку Володимир Кличко — Алекс Леапаї. |
| Перемога                                                                                    | 2-0    | Епіфаніо Мендоса   | 34-15-1 |                | TKO    | 4 (6), 2:10   | 14 грудня 2013    | ТРЦ «Термінал», Бровари                   | Мендосі був відрахований нокдаун у 2-му раунді, а також у 3-му раунді. |
| Перемога                                                                                    | 1-0    | Феліпе Ромеро      | 16-7-1  |                | TKO    | 5 (6), 1:36   | 9 листопада 2013  | Палац спорту, Київ                        | Дебют на професійному ринзі. |

## Спортивні досягнення

### Професіональні
- 2024 —  Чемпіон світу за версією WBC у важкій вазі (понад 90,72 кг)
- 2022 —  Чемпіон світу за версією The Ring у важкій вазі (понад 90,72 кг)
- 2021 —  Чемпіон світу за версією WBO у важкій вазі (понад 90,72 кг)
- 2021 —  Чемпіон світу за версією WBA (Super) у важкій вазі (понад 90,72 кг)
- 2021 —2024, 2025 —  Чемпіон світу за версією IBF у важкій вазі (понад 90,72 кг)
- 2021 —  Чемпіон світу за версією IBO у важкій вазі (понад 90,72 кг)
- 2018 —2019  Чемпіон світу за версією WBC у першій важкій вазі (до 90,72 кг)
- 2018 —2019  Чемпіон світу за версією WBA (Super) у першій важкій вазі (до 90,72 кг)
- 2018 —2019  Чемпіон світу за версією IBF у першій важкій вазі (до 90,72 кг)
- 2018 —2019  Чемпіон світу за версією The Ring у першій важкій вазі (до 90,72 кг)
- 2016 —2019  Чемпіон світу за версією WBO у першій важкій вазі (до 90,72 кг)

### Професіональні регіональні
- 2014 —2016  Інтерконтинентальний чемпіон за версією WBO у першій важкій вазі (до 90,72 кг)
- 2020 —2021  Інтерконтинентальний чемпіон за версією WBO у важкій вазі (понад 90,72 кг)

### Напівпрофесіональні
- 2013 —  Срібний кубок команди Українські отамани сезону WSB 2012—2013 року
- 2013 —  Особистий залік сезону WSB 2012—2013 роки

### Міжнародні аматорські
- 2012 —  Чемпіон XXX Олімпійських Ігор у важкій вазі (до 91 кг)
- 2011 —  Чемпіон світу у важкій вазі (до 91 кг)
- 2009 —  Бронзовий призер чемпіонату світу у важкій вазі (до 91 кг)
- 2008 —  Чемпіон Європи у напівважкій вазі (до 81 кг)
- 2006 —  Бронзовий призер чемпіонату Європи у середній вазі (до 75 кг)

### Регіональні аматорські
- 2011 —  Чемпіон України у важкій вазі (до 91 кг)
- 2010 —  Чемпіон України у важкій вазі (до 91 кг)
- 2009 —  Чемпіон України у важкій вазі (до 91 кг)
- 2006 —  Чемпіон України у середній вазі (до 75 кг)

## Промоутер
Влітку 2020 року Усик створив промоутерську компанію Usyk17Promotion. Перший боксерський вечір компанії було заплановано на 1 серпня 2020 року.

## Футбол
Олександр Усик грав за футбольний клуб «Полісся» Житомир на «Winter Cup». Турнір проходив у Туреччині з 3 по 12 лютого 2022 року.
Усик дебютував у першому матчі на турнірі 3 лютого, коли «Полісся» зіграв з «Вересом».

## Кіно
Дебютною роллю для Олександра Усика став український російськомовний спортивно-драматичний фільм «Правило бою», який вийшов на екрани у 2017 році. Український боксер виконав у ньому епізодичну роль камео.
У 2018 році Усик озвучив персонажа в українському 3D-анімаційному фільмі-фентезі «Викрадена принцеса: Руслан і Людмила».
Олександр Усик зіграє роль українського бійця змішаних єдиноборств Ігоря Вовчанчина в американській спортивній драмі «Розгромна машина». Фільм заснований на житті та кар'єрі колишнього бійця змішаних єдиноборств та чемпіона UFC Марка Керра, роль якого виконає Двейн Джонсон.
Брав участь у сценах «95 кварталу».

## Нагороди
- Орден Свободи (23 серпня 2024) — за видатні заслуги в утвердженні незалежності України і консолідації суспільства, вагомий внесок у зміцнення авторитету Української держави у світі та визначні досягнення у спорті[75]
- Нагороджений відзнакою Президента України «Національна легенда України» (21 серпня 2024) — за визначні особисті заслуги у становленні незалежної України і зміцненні її державності, захисті Вітчизни та служінні Українському народові, вагомий внесок у розвиток національного мистецтва, спорту, охорони здоров'я, плідну благодійну та громадську діяльність[76][9].
- Орден «За заслуги» I ст. (23 серпня 2022) — за значні заслуги у зміцненні української державності, мужність і самовідданість, виявлені у захисті суверенітету та територіальної цілісності України, вагомий особистий внесок у розвиток різних сфер суспільного життя, відстоювання національних інтересів нашої держави, сумлінне виконання професійного обов'язку[77].
- Орден преподобного Іллі Муромця I ступеня УПЦ МП (2018)[78].
- Орден «За заслуги» II ст. (15 серпня 2012)  — за досягнення високих спортивних результатів на ХХХ літніх Олімпійських іграх у Лондоні, виявлені самовідданість та волю до перемоги, піднесення міжнародного авторитету України[79].
- Орден «За заслуги» III ст. (12 жовтня 2011)  — за вагомий особистий внесок у розвиток вітчизняного спорту, досягнення високих результатів, зміцнення міжнародного авторитету України[80].

## Почесні звання
- Почесний громадянин Сімферополя — з 2012 року[81].
- Абсолютний чемпіон світу у надважкій вазі[джерело?]
- «Найкращий спортсмен України, 2012»  — за результатами опитування на сайті Sport.ua[82].
- «Найкращий боксер 2024 року» — за версією Всесвітньої боксерської ради (WBC)[83][84].
- «Найкращий боксер 2024 року» — за версією американського журналу «The Ring»[85][86].

## Рекламні кампанії
- 2017 — зйомки в рекламі 3G української філії російського оператора МТС-Україна (нині Vodafone)
- Восени 2018 року — зйомки в рекламі Favbet у компанії «З нами переможці»
- 2019—2020 — участь у рекламі Ajax Systems[87]
- 2021 — амбасадор відповідальної гри Parimatch[88]
- 2022 — амбасадор платформи United24[89]
- 2022 — став кофаундером і бренд-амбасадором блокчейн-платформи Ready to Fight[90]

## Особистежиття
Сімейний стан: одружений, дружина — Катерина (в дівоцтві Хмелевська), уроженка Росії (місто Красноярськ). З Олександром Усиком познайомилися в 15 років.
Виховує чотирьох дітей — Єлизавету, Кирила, Михайла та Марію.
Займається віршуванням. У його текстах часто присутня тема віри в Бога, викладає свої твори в Інстаграм.

## Благодійна діяльність
У 2022 році Олександр Усик зареєстрував власний благодійний фонд Usyk Foundation. Після початку повномасштабного вторгнення Росії в Україну фонд боксера займається підтримкою ЗСУ та гуманітарною допомогою українським біженцям і сім'ям, що постраждали від війни. За час активної діяльності Usyk Foundation провели сім благодійних аукціонів і витратили близько $740 000 на підтримку армії.
Також фонд Усика підтримав проєкт CLUST SPACE зі створення розумних укриттів для українських студентів, які поєднують у собі функції бомбосховища та коворкінгу. Перше смартукриття було побудовано для студентів КПІ ім. І. Сікорського, ініціатором проєкту став засновник компанії CLUST Руслан Тимофєєв за підтримки Міністерства освіти та науки України, ДСНС, КМДА у партнерстві з Usyk Foundation.

## Критика і погляди
Деякі українські ЗМІ, зокрема «Gazeta.ua», «Рівне Вечірнє», згадують Усика як діяча з висловлюваннями проросійського спрямування в певних питаннях.
28 квітня 2014 року під час пресконференції після бою з Беном Нсафоа на питання журналістів про Крим та свій дім Усик відповів так:
 «Що стосується питань про Крим, то я не боюся їхати додому, бо їду додому. Тут мій дім, тут народилися мої діти. Переїжджати в інше місто — це ж було б як втеча… Чому це я повинен йти зі свого дому? Я — українець, Крим — це Україна. Для мене це так. На даний момент не збираюся звідти переїжджати. Можливо, у подальшому це знадобиться для моєї кар'єри, але не зараз. І паспорт міняти на інший не збираюся».
У липні 2016 року під час пресконференції перед боєм із Кшиштофом Гловацьким на питання щодо приналежності Криму Усик заявив, що «Крим — це Крим». У жовтні 2018 року у програмі «Гордон» на телеканалі «112 Україна» спортсмен відповів, що півострів «Божий. Це по-справжньому».

Згодом, під час тренування збірної України з боксу на Олімпійській базі в Конча-Заспі, Усик заявив, що український та російський народи — це «один народ»:
«У Криму за мене вболівають, по всій Росії в мене дуже багато шанувальників. У принципі, я не поділяю наші народи, бо ми — слов'яни. Давайте так і будемо говорити — слов'яни».

У січні 2018 року заявив, що підтримує воїнів АТО і, починаючи з 2015 року, неодноразово відвідує їхні позиції на передовій. Тоді ж на чергове запитання телеканалу «1+1» про Крим назвав журналістів ЗМІ провокаторами: 
«Крим — це Україна? Знаєте, я не папуга, який буде повторювати сто разів що, де, коли… У вас є можливість поїхати туди без подолання кордону? Ви можете полетіти на літаку туди? Будь ласка, скажіть, Ви мене хочете провокувати і говорити подібні дурниці мені, щоб потім якісь люди з не зовсім нормальним мисленням заявляли: „Ти пес, зрадник“ тощо. Кого з вас я зрадив, що ви мені такі собачі питання задаєте? Я представляю Україну в усьому світі. Піднімається український прапор. Гімн грає український. Ось моя відповідь вам, провокатори»
У грудні 2018 році під час церемонії «Майбутнє нації» отримав Орден преподобного Іллі Муромця I ступеня з рук Митрополита Київського і всієї України Онуфрія. У 2019 році Усик під час урочистостей 9 травня приєднався до ходи очолюваної керівниками проросійської партії Опозиційного блоку та Митрополитом Київського і всієї України Онуфрієм, депутатами ВРУ Юрієм Бойком, Нестором Шуфричем та Василем Німченком.
6 серпня 2019 року Усик влаштував у Instagram відеочат із проросійським відеоблогером Анатолієм Шарієм, відомим прокремлівськими поглядами.
19 квітня 2020 (на Великдень) Усик з іншим боксером з України Василем Ломаченком привітав глядачів з Великоднем у компанії російських митців та священників, серед яких був російський священник РПЦ Андрій Долгополов та митрополит Запорізької єпархії УПЦ МП Лука. Серед колег Усика та Ломаченка був російський репер Баста, якого СБУ 2018 року внесла до списку осіб, які створюють загрозу нацбезпеці України. Згідно з Законом України «Про кінематографію», в Україні заборонене поширення аудіо-відеопродукції, де містяться особи зі списку осіб, які створюють загрозу нацбезпеці України.
7 травня 2020 року Усика і Василя Ломаченка внесли до бази сайту «Миротворець» за звинуваченнями в запереченні російської агресії, участі в антиукраїнських пропагандистських заходах Росії, маніпуляції суспільно значущою інформацією, підтримкою РПЦ.
У березні 2020 року закликав людей, під час оголошеного на рівні держави у зв'язку з пандемією коронавірусу карантину, продовжувати відвідувати храми і причащатися там, не зважаючи на небезпеку заразитися. За твердженнями деяких українських ЗМІ, зокрема «5 каналу», такі «рекомендації» щодо боротьби з розповсюдженнями коронавірусу COVID-19 викликали негативну реакцію в Україні.

У квітні 2020 року в інтерв'ю виданню Ехо Києва з ексдепутаткою від «Партії регіонів» Оленою Бондаренко Усик заявив, що він проти декомунізації в Україні. Зокрема він сказав: 
Я вважаю, що декомунізацію взагалі не потрібно робити, тому що Радянського Союзу у нас немає. По-перше, якщо ми хочемо перейменовувати вулиці, це моя думка, щоб вулиці називати іншими іменами, потрібно будувати міста і робити там нові вулиці, а не перейменовувати старі. Перейменовувати вулиці — це дуже затратно, ці витрати не потрібні зараз, це проблеми для більшості людей. Їм взагалі без різниці, як називаються вулиці, головне — щоб був хлібець. А ті люди, які хочуть проводити декомунізацію, нехай візьмуть мило, мотузку і повісяться. Тому що вони теж народилися у Радянському Союзі. Вони зроблять декомунізацію себе. Деякі з них взагалі самі в Партіях були, а тепер розповідають іншим людям, як і що потрібно робити

Також у ході інтерв'ю з Оленою Бондаренко спортсмен висловився щодо війни, яка відбувається на сході України: 
«Як ставлюся до того, що відбувається? Це велика біда, що відбувається. Помирає дуже багато людей. Війна — це завжди страшно, це дуже погано. Як це зупинити?»
 Після чого ведуча програми у відповідь на слова Усика заявила, що «слід визнати внутрішній конфлікт».

### Реакція на російське вторгнення в Україну
У перший день вторгнення Росії в Україну Олександр Усик перебував у Великій Британії, обговорючи деталі реваншу з Ентоні Джошуа, але після початку бойових дій одразу повернувся в Україну. Боксер закликав до припинення бойових дій та вступив до лав територіальної оборони, висловивши готовність захищати країну зі зброєю в руках.
8 березня дружина Олександра повідомила про обстріл кадирівцями їхнього будинку, який знаходиться у селищі Ворзель під Києвом.
25 березня Олександр у своєму профілі в Instagram повідомив про рішення провести реванш проти Ентоні Джошуа. Це рішення мотивував тим, що принесе більше користі для своєї країни спортивними перемогами.
27 березня Катерина Усик повідомила, що росіяни захопили їхній будинок, а на території стоять танки та БТРи.
У вересні Усик заявив, що Крим «був, є і буде» українським: «Та наш він був і є, і буде. Знаєте, я думав про це. Я вже говорив на одній пресконференції, що коли я прийшов, мене запитали — і я одного разу сказав. Комусь цього було мало — і вони почали… […] Так, він український. Він був — його взяли нахабно: просто прийшли люди — забрали, віджали».

## Арешт на тлі конфлікту з Польщею
В ніч з 17 на 18 вересня 2024 року Усика на кілька годин затримали в аеропорту Кракова в Польщі. Спочатку польські авіаслужбовці не допустили посадку його супутника на літак, яким обидва мали летіти до Валенсії, де боксер мав розпочати підготовку до реваншу проти Тайсона Ф'юрі. А після того, як обидва українці висловили протест — їх обох заарештували. У справу втрутилися МВС, МЗС України та президент України Володимир Зеленський. Українська сторона вважає заходи, вжиті польськими охоронниками щодо спортсмена, «непропорційними та неприпустимими». За тиждень до інциденту, 13 вересня, у Києві відбулася зустріч Володимира Зеленського з головою МЗС Польщі Радославом Сікорським у напруженій атмосфері, «близькою до сварки» щодо блокування Польщею вступу України до Євросоюзу, припинення постачання зброї та відмови збивати ракети й БпЛА Росії, навіть ті, які залітають на її територію чи мають намір вдарити по польській території, окрім того, у розмові також зачепили чутливу для поляків тему політики Польщі у міжвоєнний та воєнний період щодо протиставлення різних етнічних, релігійних і мовних спільнот, яка спричинила радикалізацію суспільства та обопільні етнічні чистки (авторитаризм Пілсудського, осадництво, пацифікація, полонізація, ревіндикація та Волинська трагедія).

## Віросповідання
Усик розповів, яку роль у його житті відіграє релігія: "Усе, що я маю, дає мені Господь. Просто він мені дає випробовування, які я проходжу. І за ці випробовування він мені дає нагороди."
Сповідує православ'я, є прихожанином УПЦ МП (Російська православна церква в Україні).
Усик називає Блаженнішого Митрополита Онуфрія і владику Спиридона своїми духовними наставниками.

## Цитати
Олександр Усик після тріумфальної перемоги над Ф'юрі 21 грудня 2024 року:
|  | Століттями Росія паплюжила ім'я гетьмана Мазепи. Тепер воно повертається у світовий медіапростір і отримає визнання, на яке заслуговує. Все тільки починається! |

Команда Усика наголосила, що коли він підняв на ринзі оригінальну шаблю Івана Мазепи XVII століття, цим жестом нагадав світові про видатного гетьмана, який 
|  | ще триста років тому боровся за свободу України від російських загарбників. |

## У культурі

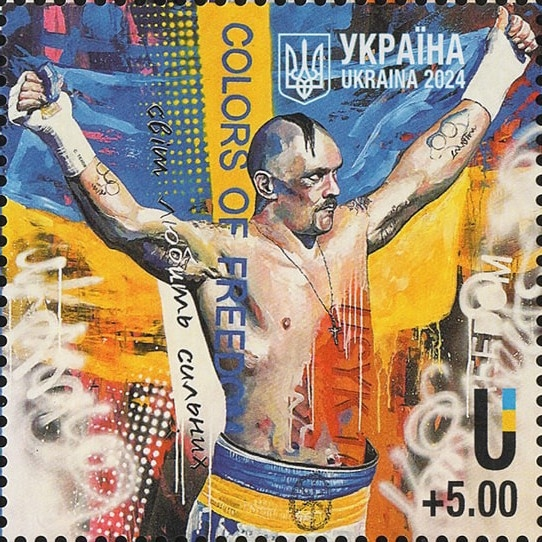
Марка «USYK. Світ любить сильних», поштова марка України (2024)

16 грудня 2024 року Укрпошта ввела в обіг марку «USYK. Світ любить сильних».

## Галерея

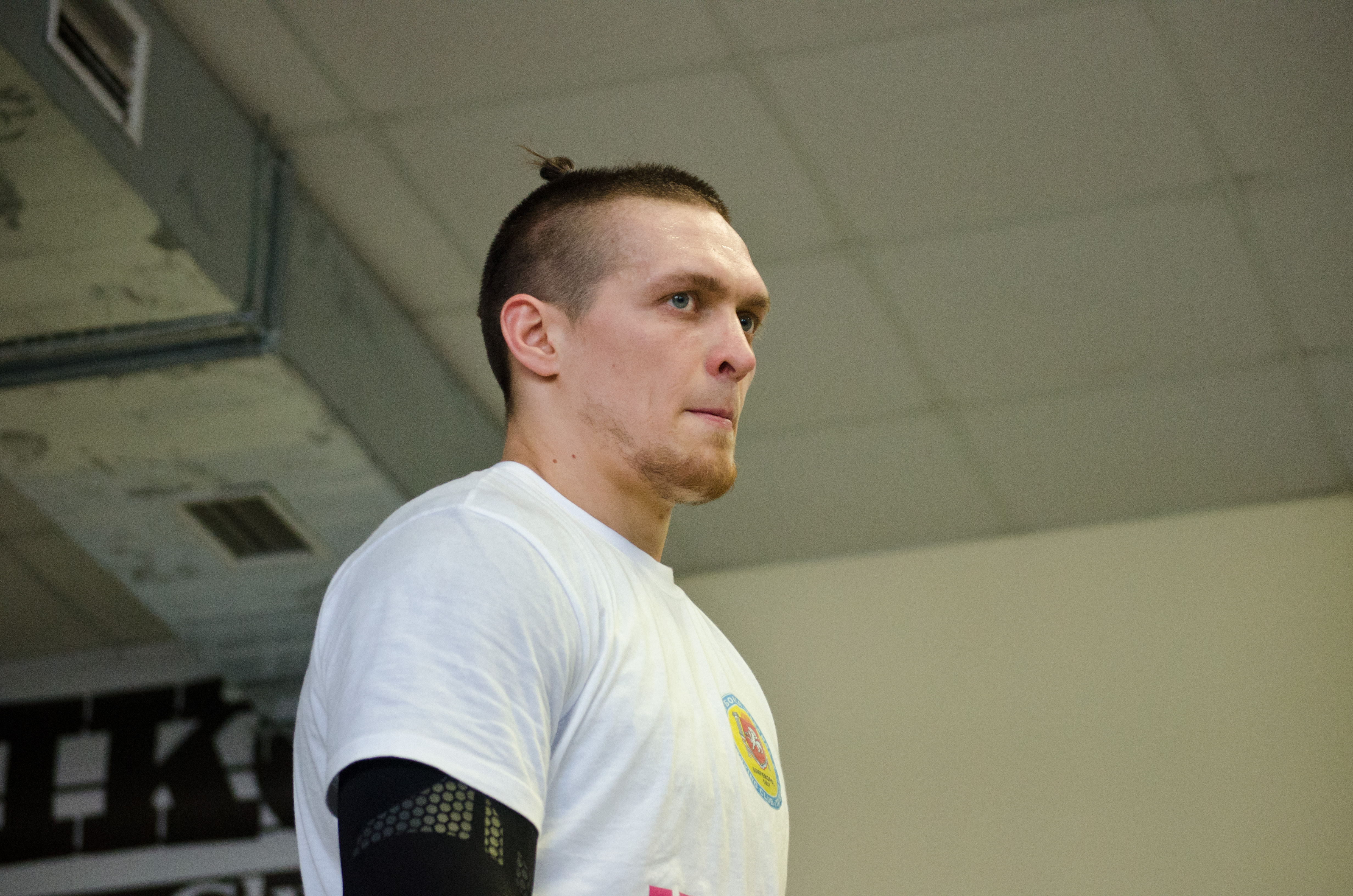
Олександр Усик під час відкритого тренування, 2015 рік
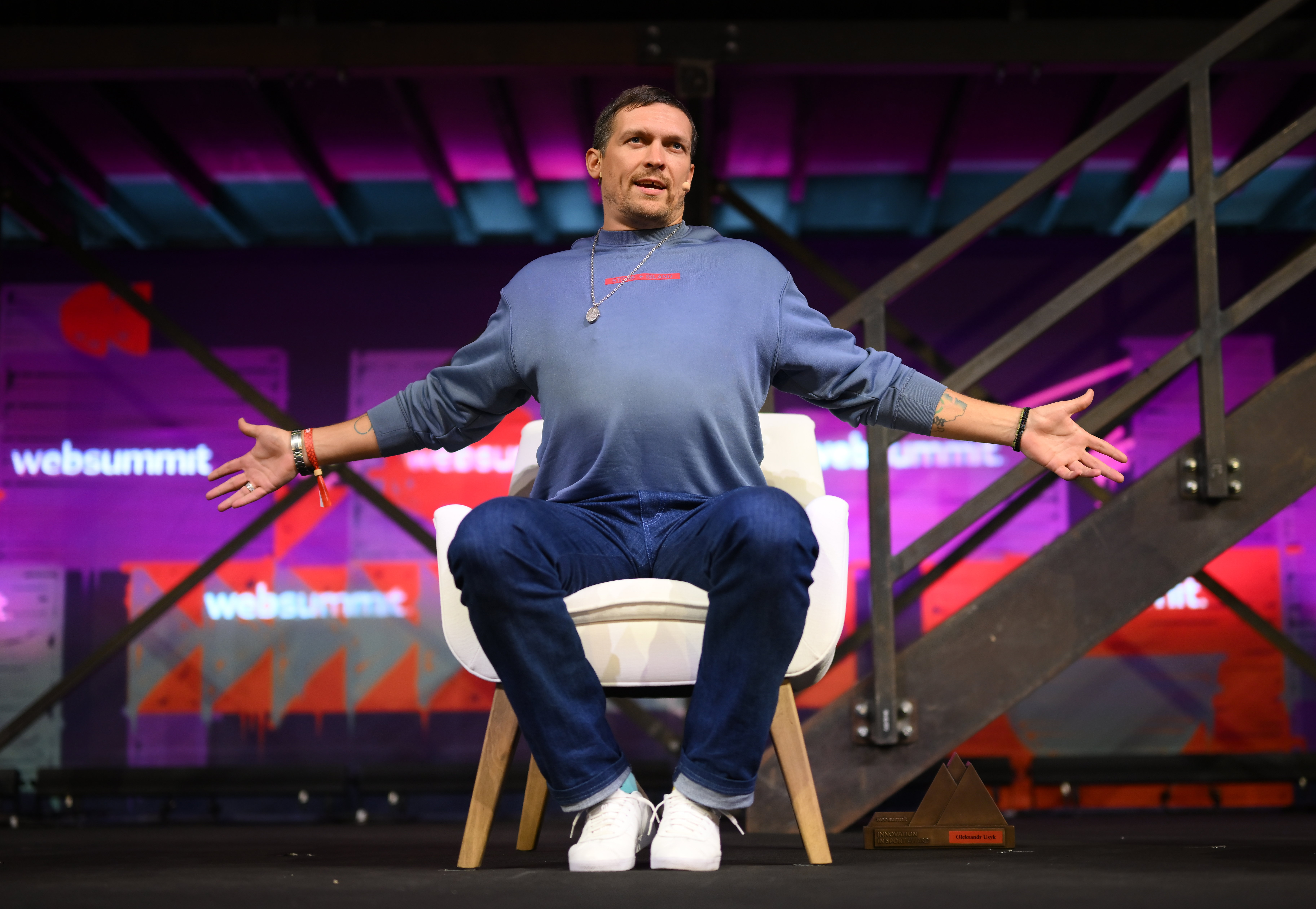
Олександр Усик на сцені SportsTrade в день відкриття Web Summit 2022 у Лісабоні
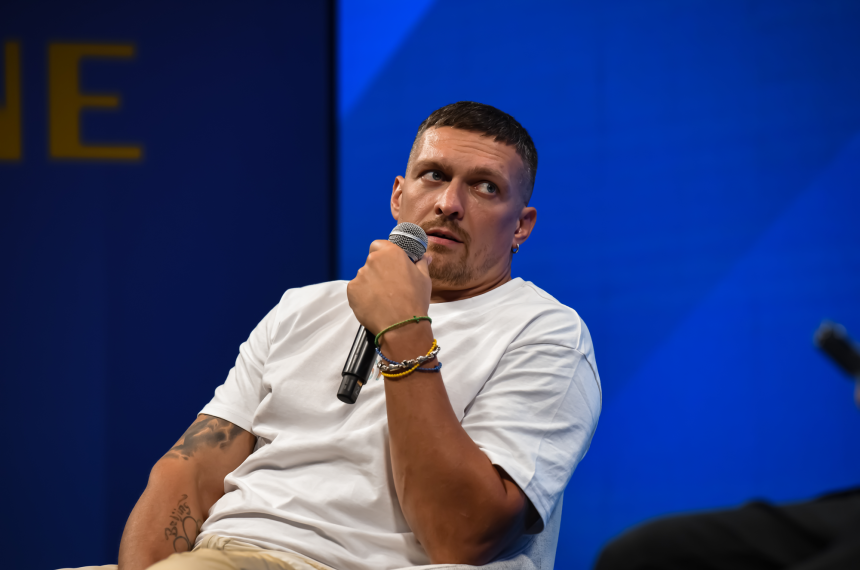
На дні українського спорту та кіно у Volia Space, 2024
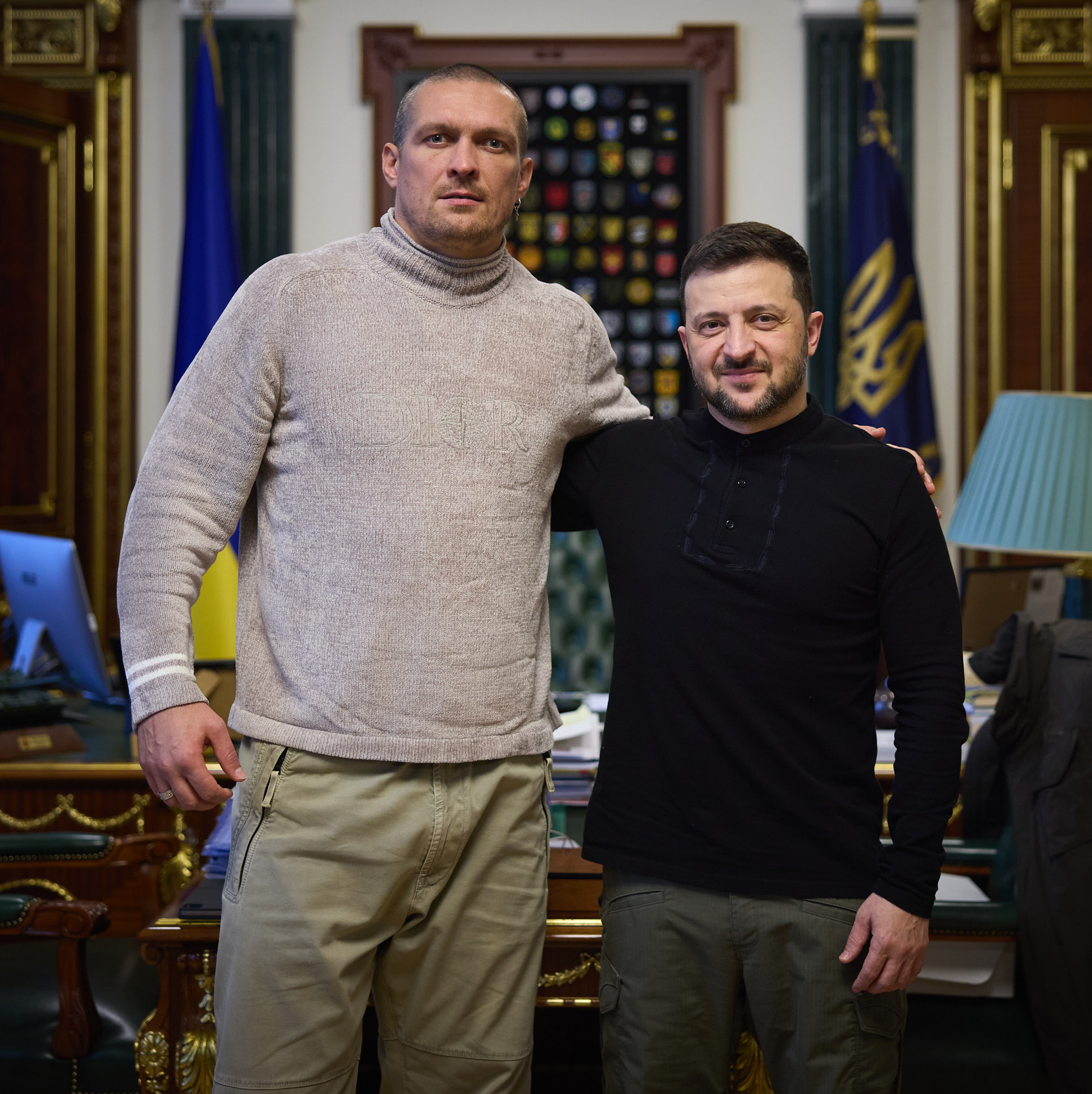
Олександр Усик та Володимир Зеленський, 31 грудня 2024 рік